# Вонвуз-Болеховицкий (заповедник)
Во́нвуз-Болехови́цкий  (пол. Rezerwat przyrody Wąwóz Bolechowicki – от "Wąwóz Bolechowicki"  - Болеховицкое Ущелье) — наименование ландшафтного заповедника в Польше, который находится в административных границах села Карнёвице сельской гмины Забежув Краковского повята Малопольского воеводства.
Заповедник располагается в нижней части Болеховицкой долины среди скалистого ущелья, от которого получил своё наименование. Болеховицкая долина находится на Краковско-Ченстоховской возвышенности и входит в состав ландшафтного парка «Долинки-Краковске». Заповедник был основан 4 ноября 1968 года указом Министра лесного хозяйства и деревообрабатывающей промышленность. Занимает площадь 22,44 гектаров. Целью заповедника является сохранение и защита уникальной тектонической известковой структуры и характерной для неё окружающей среды.
На территории находятся скальное ущелье под названием «Болеховицкие ворота» с многочисленными пещерами. На территории заповедника произрастает смешанный тугайный лес с наскальными лугами и протекает родник Болехувка с небольшими водопадами.
В заповеднике произрастает эндемик — берёза ойковская. Также встречаются хохлатка плотная, ветреница дубравная и ветреница лютичная, селезёночник очерёднолистный, Isopyrum thalictroides, фиалка Ривинуса, первоцвет весенний и медуница неясная.
С 2001 года заповедник включён в европейскую программу «Natura 2000».
Через заповедник проходят пешие и велосипедные туристические маршруты.